# The Bilinda Butchers
The Bilinda Butchers [The bbs] es una banda de dream pop formada en 2008 en San Francisco, California, Estados Unidos. Toma su nombre e inspiración musical de Bilinda Butcher, guitarrista y cantante de la banda My Bloody Valentine. El grupo experimenta con una mezcla de géneros y motivos dramáticos, creando así una música atmosférica y cinemática.

## Discografía

### Álbumes de estudio
- 泣かないで (2013)
- Heaven (2014)

### EPs
- Away Ep (2009)
- Tulips / This Love Is Fucking Right (2009)
- Regret, Love, Guilt, Dreams (2011)
- Half Open / Seafoam Green (2011)
- Goodbyes (2012)
- The Lovers' Suicide! (2013)
- Heaven Holds A Place (2014)
- Sentimental Girls Violent Joke (2015)

### Álbumes recopilatorios
- Away Demos (2009)